# 北信越学生弓道連盟
北信越学生弓道連盟（北信越がくせいきゅうどうれんめい）は新潟県、富山県、石川県、福井県、長野県にある大学に所属する弓道部または弓道サークルが、各大学につき1団体のみ加盟して組織する団体であり、全日本学生弓道連盟傘下の地域組織である。

## 歴史
- 1968年 北信越学生弓道連盟創設。

## 加盟校

### 新潟県
- 上越教育大学
- 長岡技術科学大学
- 新潟大学
- 新潟青陵大学

### 富山県
- 富山大学
- 富山大学医学部・薬学部

### 石川県
- 金沢大学
- 金沢学院大学
- 金沢工業大学
- 北陸大学

### 福井県
- 仁愛大学
- 福井大学
- 福井工業大学
- 福井県立大学
- 仁愛女子短期大学

### 長野県
- 信州大学
- 長野大学

## 主な大会
- 春季北信越学生弓道大会

## 選手権大会
毎年10月に3日連続で行われるリーグ戦である。2009年に開催された第41回北信越学生弓道選手権大会より、競技方法が変更された。
各大学は予選20射を行い、男子160射・女子80射の総的中数の上位6大学が決勝リーグに進出する。決勝リーグでは、1人8射で男子64射・女子32射の的中数により勝敗を決める。決勝リーグにて勝数の多い大学から順位を決する。
- 決勝リーグ優勝大学は、全日本学生弓道王座決定戦の出場資格を得る。
- 予選の個人成績上位者は、東西学生弓道選抜対抗試合の出場資格を得る。なお、選出されるのは男子1人、女子2人である。